# Garage (hudební skupina)
Garage / do r. 1993 Garážje česká rocková hudební skupina, často označována jako undergroundová, v průběhu 80. let Garáž patřila k nové generaci mladých nezávislých kapel inspirovaných punkem, postpunkem, pub rockem a novou vlnou.

## Historie

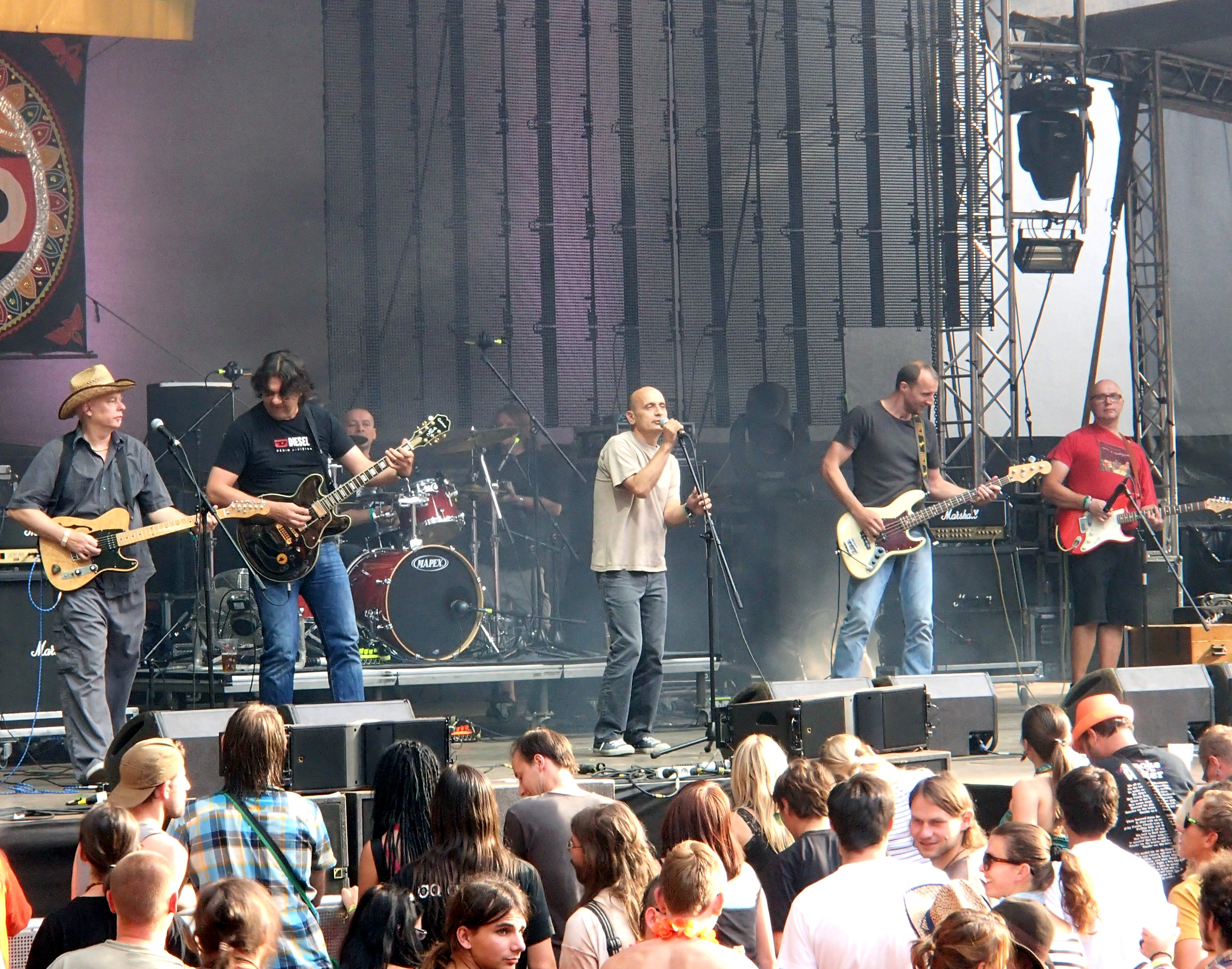
Garage v roce 2013 na trutnovském festivalu. Zleva Karafiát, Jína, Pěnička, Ducháček, Fikrle a Macháček.

Kapelu založil v r. 1979 basák Ivo Pospíšil. V průběhu 80. let kapelou prošla celá řada hudebníků působících na české nezávislé scéně. V roce 1982 přišel bubeník Antonín Pěnička a zpěvák/textař Tony Ducháček, který přinesl zkusmo nejen písně Lou Reeda, Velvet Underground a Iggy Popa, ale právě také vlastní texty, které se rychle staly základem tvorby Garáže. V letech 1983–84 vznikaly první demokazety (Garáž... byla a je, Garáž? Na tu nemáš!) a některé své skladby rád postoupil také Milan 'Mejla' Hlavsa, člen skupiny The Plastic People of the Universe.
Za komunistického režimu v průběhu 80. let kapele bylo jen zřídka dovoleno hrát oficiálně, a pokud ano, nikdy nebylo dovoleno, aby kapela hrála za peníze, přestože byla velice populární.[zdroj?] Garage (tehdy Garáž) bylo dovoleno pravidelně hrát jen v pražském klubu Na Chmelnici a v brněnském klubu Musilka. V těchto dvou klubech kapela směla hrát jednou měsíčně, jinak se musela zaměřit na nepravidelné hraní na předměstích, ve vesnických hospodách a na svatbách.[zdroj?]
Skupině v té době nebylo dovoleno vydávat oficiální alba a tak jejich nahrávky, často nahrávané ve skutečných garážích, obíhaly samizdatově na páscích a na kazetách.
V roce 1985 přišel kytarista Jan Macháček a společně se skupinou zažil kromě jiného období hledání stylu s dechovou sekcí, které ale netrvalo dlouho. O dva roky později se hostujícím hráčem na kytaru stal již zmíněný Milan Hlavsa. Kapela se v 80. letech zúčastnila bezpočtu neoficiálních koncertů a večírků. První oficiální nahrávky mohly vzniknout až po revoluci.
Po revoluci v roce 1989 konečně přišla příležitost oficiálně nahrávat desky a koncertovat bez omezení. V těchto letech Garáž zažila jakýsi vrchol své popularity a odehrála další desítky koncertů v Čechách, na Slovensku i v zahraničí.[zdroj?] V roce 1992 se představila také v klubech v New Yorku, Švýcarsku a Německu a na festivalech v Belgii a Francii. V té době už s kapelou hrál Josef Karafiát, jeden z nejuznávanejších sólových kytaristů v Praze, který žil deset let v Kanadě a po revoluci se vrátil do Čech. V roce 1994 Garáž uspěla s písničkou Berlín u posluchačů hitparády Radio France International a následně byla pozvána na přehlídku do Cannes.[zdroj?]
V roce 1993 se Garáž po velkých neshodách rozešla se zakladatelem a manažerem Ivo Pospíšilem, který si nechal původní název Garáž. Ivo Pospíšil poté se svojí novou Garáží pod původním jménem ještě nějakou dobu koncertoval. Zbytek původní Garáže se přejmenoval na Garage a Tony Ducháček, mimo jiné i proto, aby předešel zmatkům, které ve fanoušcích existence Pospíšilovy Garáže bez Ducháčka a ostatních muzikantů vyvolávala. Na místo Pospíšila přišel nový baskytarista David Fikrle (hraje v kapele dodnes) a saxofonista Jarda Jeřábek. Zbytek kapely zůstal beze změn.

## Hudební styl
Písničky a hudba Garage jsou založené na osobnosti charismatického zpěváka Tonyho Ducháčka, který je také autorem většiny textů založených na unikátním periferním slangu se spoustou poetické imaginace.[zdroj?] Hudbu k většině skladeb složili Jan Macháček a Joe Karafiát.
Na CD Black!, které vyšlo na počátku roku 2009 po osmi letech od vydání poslední desky, hudbu složili Jan Macháček a Joe Karafiát, po jedné skladbě pak David Fikrle (píseň Ryba) a občas hostující kytarista Robert Jína (píseň Havran).

## Obsazení

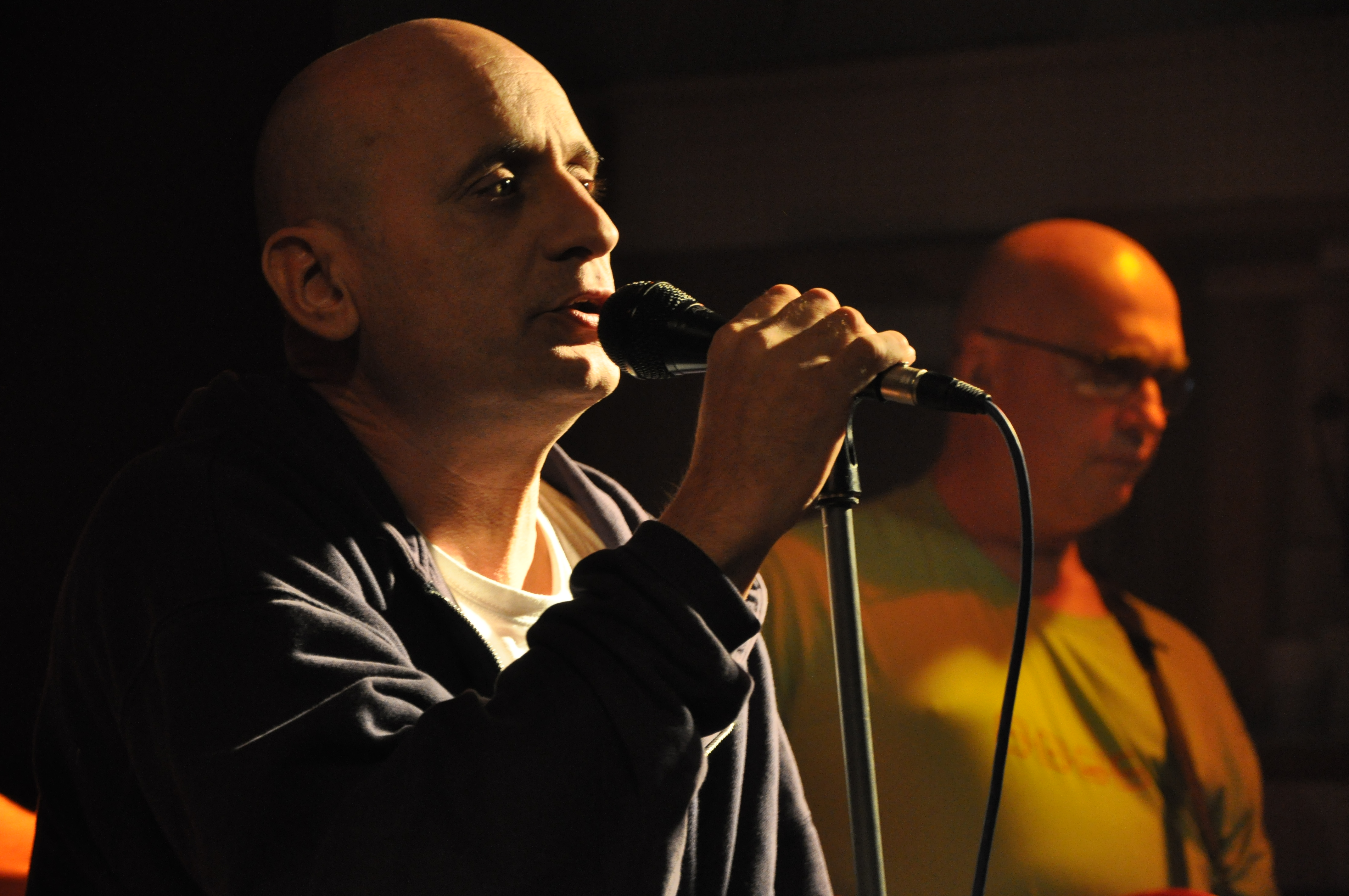
Tony Ducháček (2011).

- Tony Ducháček – zpěv, texty
- Jan Macháček – kytara
- David Fikrle – baskytara
- René Starhon – bicí
- Jan Pokorný – kytara, zpěv

## Diskografie
- Garáž... byla a je MC (1984)
- Garáž? Na tu nemáš! MC (1988)
- The Best Of Garáž, LP (1990)
- Vykopávky Praha LP,CD (1990)
- Garáž - Demo CD (1991)
- Garáž - Praha LP,CD, MC (1991), reedice 1993
- Garáž No1-1981 CD (1993)
- No Parking CD, MC (1993)
- Apogeum CD, MC (1996)
- Nepohádka CD (2000)
- BLACK ! CD (Respekt, 2009)
- Garage Live 2011 CD (Indies 2012) - vydal bez vědomí kapely Joe Karafiát